# Dziembowo
Dziembowo (1939–1945 deutsch Netzhöhe) ist ein Dorf und früheres Rittergut in der Landgemeinde Kaczory in der Woiwodschaft Großpolen in Polen.
Dziembowo liegt 13 Kilometer südöstlich von Piła und 90 Kilometer nördlich von Poznań (Posen).

## Geschichte

### Bis 1700
Dziembowo existierte Anfang des 16. Jahrhunderts und war oft mit dem Gutshof in Rzadkowo (1939–1945 Deutsch: Hügelhausen) verbunden. Im Jahr 1586 verkaufte Piotr Potulicki das Dorf an Agnieszka Zebrzydowska. Beim Schlacht von Ujcie im zweiten Nordischen Krieg konnten die Schweden am 24. Juli 1655 hier eine Schanze erobern. Ende der 1650er Jahre gehörte Dziembowo den Grudzińskis.

### 1700 bis 1918
Ende der 1720er Jahre wurde das Anwesen in Dziembowo nicht mehr verpachtet, sondern Wohnsitz der Familie Woroniecki. Die Blütezeit von Dziembowo begann in der 2. Hälfte des 18. Jahrhunderts: Antonilla Woronicka heiratete Jan Michał Götzendorf-Grabowski, Kastellan von Elbląg. Er übernahm das Gut und wählte Rzadkowo als Wohnsitz. Sein Sohn, Graf Andrzej Grabowski (Generalmajor und Kammerherr des Königs Stanisław August), wurde zum Begründer der Dziembowo-Linie der Familie Götzendorf-Grabowski. Nach seinem Tod wurde das Anwesen von seinem Sohn Augustyn Grabowski geerbt.
Um 1826 wurde in Dziembowo eine Schule gebaut. Nach der Volkszählung von 1837 umfasste das Gut Dziembowo die Dörfer Dziembowo, Byszki, Morzewo und das Gasthaus Bychy. Das Dorf Dziembowo hatte 320 Einwohner. Augustyns Sohn Kajetan Grabowski geriet 1848 in finanzielle Schwierigkeiten und 1852 ging das gesamte Anwesen in den Besitz der Familie von Klitzing über, die es bis 1945 verwalteten. Die neuen Besitzer entwickelten erfolgreich die Viehzucht, vor allem die Schafzucht. Außerdem konzentrierten sie sich auf den Kartoffelanbau und die Schnapsbrennerei. Ende des 19. Jahrhunderts bauten die Klitzings ein großes Schloss, das bis in die 1970er Jahre erhalten blieb.

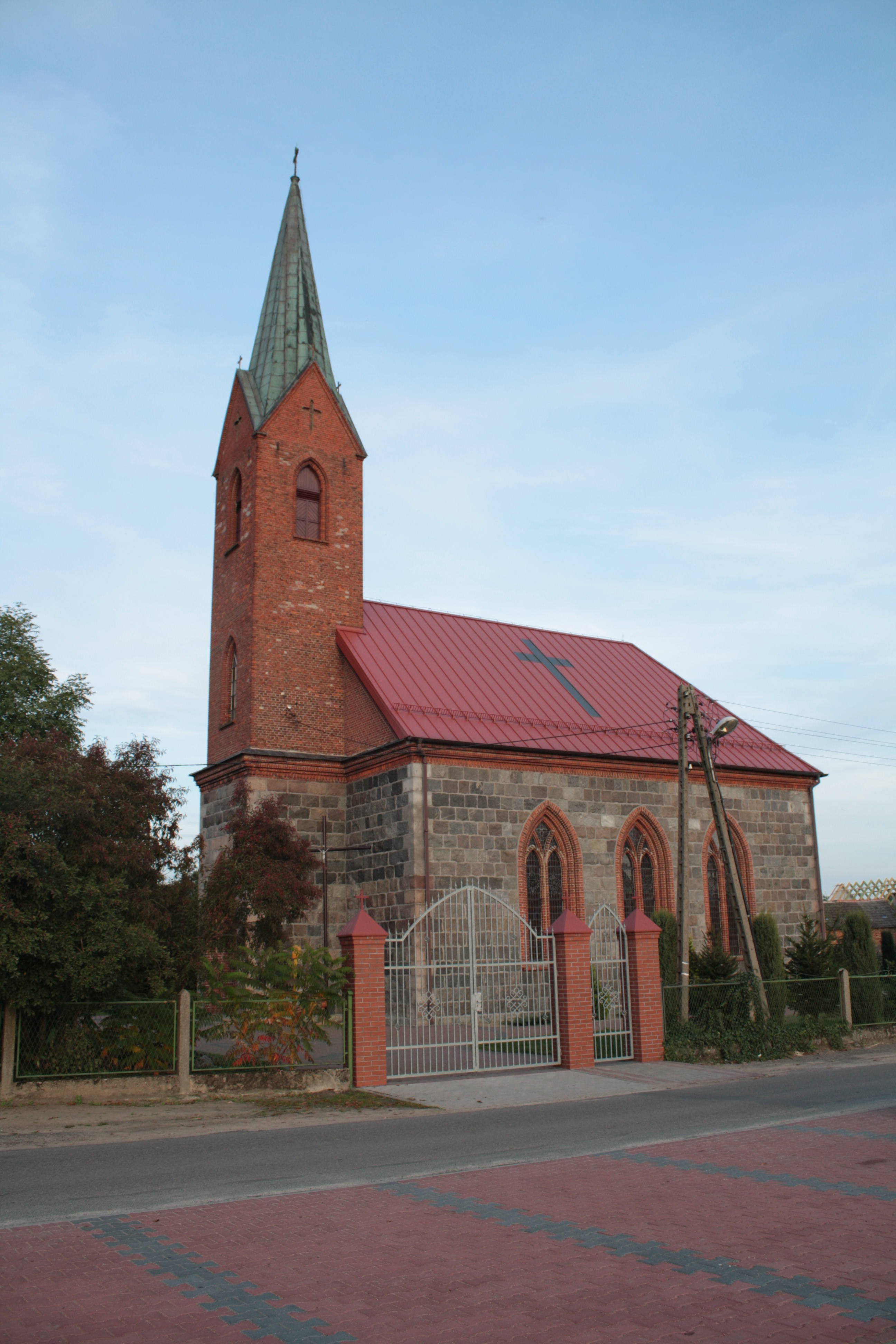
Kirche Peter und Paulus in Dziembowo

Die neugotische Kirche aus behauenen Steinen und Ziegeln mit einem ca. 30 m hohen Turm wurde 1873–74 vom Kirchenpatron Lebrecht von Klitzing für seine Familie und eine kleine lutherische Gemeinde gebaut.
Im Jahr 1880 hatte Dziembowo 39 Wohnhäuser und 533 Einwohner, darunter 25 Evangelische, 505 Katholiken und 3 Juden. Das Gut in Dziembowo (dominium) hatte eine Fläche von 7007 Morgen.

### Nach 1918
Den 20. Januar 1919 drangen Truppen vom Posener Aufstands in Dziembowo ein. In der Zwischenkriegszeit gehörte Dziembowo zu Polen, nahe an der Grenze zur deutschen Netzekreis. Es war ein großes Dorf mit drei Mühlen, zwei Sägewerke, ein Restaurant, drei Metzgereien und zwei Kolonialwarenläden. Fast ein Drittel der Einwohner arbeitete in den Glashütten von Dziembówek.
Nach dem Genealogischen Handbuch des Adels gehörte das Gut bis 1945 der Familie von Klitzing, zuletzt dem Generallandschaftsdirektor und Landrat a. D. Bogislaw von Klitzing (* 1861; † 1942), verheiratet mit Regine von Rosenstiel. Klitzing sen. war zudem Mitglied es Preußischen Herrenhauses und Rechtsritter des Johanniterordens. Als Erbe übernahm Friedrich von Klitzing, geboren 1895, vermisst 1945, den Besitz. 
Am 24. März 1946 wurde die Kirche in Dziembowo für die Bedürfnisse des katholischen Gottesdienstes geweiht.

## Sehenswürdigkeiten
Von der Schlossanlage sind ein Fragment des Parks erhalten geblieben, ein Nebengebäude, das jetzt einen Kindergarten beherbergt, sowie die Rosskastanienallee entlang der Straße nach Kalina.
Erwähnenswert in der Kirche sind: ein Glasfenster mit der Darstellung des auferstandenen Christus (Ende des 19. Jahrhunderts), eine Marmortafel mit Liste der Gefallenen im 1. Weltkrieg, Teil eines zerstörten, von den Dorfbewohnern gestifteten Denkmals, sowie Altäre und Taufbecken vom lokalen Volksbildhauer Antoni Gladych aus 1975.